# فوتبال در ایسلند
فوتبال پرطرفدارترین ورزش در ایسلند است. مشهورترین بازیکن فوتبال ایسلند ایدور گودیانسن است. وی دارای دو عنوان قهرمانی در لیگ برتر فوتبال انگلستان برای باشگاه فوتبال چلسی و همچنین عنوان قهرمانی در لا لیگا، کوپا دل ری و لیگ قهرمانان اروپا برای باشگاه فوتبال بارسلونا است. ۲۰۰۰۰ بازیکن فوتبال (مرد و زن) ثبتِ‌نام‌کرده در باشگاه‌ها در این کشور وجود دارند.